# Titre de noblesse
 (juin 2024).
Un titre de noblesse est soit un titre hérité par des personnes de condition noble, soit un titre conférant la noblesse. Il correspond à l'origine à l'exercice de fonctions d'autorité déléguées de celles du souverain : militaires ou judiciaires. D'abord attaché à l'exercice de cette autorité sur une population ou un peuple : prince ou duc des Normands, duc des Francs, dux Bavarorum, à partir du XIIe siècle, il devient attaché au nom de la circonscription territoriale sur laquelle il s'exerçait (duché, comté, vicomté, baronnie, etc.). Le plus souvent établi au masculin, le titre concerne aussi les femmes nobles.
Actuellement, il existe selon les pays plusieurs situations juridiques concernant les titres de noblesse, s'ils n'ont pas été abolis (attribution, port, transmission).

## Statuts juridiques

### Dans les démocraties parlementaires

#### Les monarchies parlementaires
Ces démocraties qui ont pour régime une royauté ont généralement conservé leur noblesse, ainsi que la faculté, pour le souverain, de créer de nouveaux titres. La création de titres diffère cependant selon les monarchies (voir ci-après le détail par pays).
Le cas le plus connu reste celui du Royaume-Uni, où le souverain peut anoblir un de ses sujets, après avis du gouvernement. En Espagne, le roi fait usage de la prérogative que la constitution espagnole lui reconnaît. En Belgique, un roturier pourra être anobli par le souverain avec le titre d'écuyer, chevalier, baron, comte ou vicomte, les autres titres étant réservés à des membres de familles déjà nobles avant l'indépendance de la Belgique. À l'exception du Royaume-Uni, les titres de noblesse des monarchies parlementaires n'ont qu'un caractère purement symbolique ne donnant lieu à aucun avantage.

#### Dans les républiques parlementaires
Les régimes républicains ont généralement aboli les titres de noblesse. Dans certains de ces différents pays, les anciens titres authentiques peuvent figurer à l'état civil et dans les documents officiels. Lorsque la noblesse (ex : la noblesse italienne) n'a plus d'existence légale, de tels titres ne sont qu'un accessoire du nom de famille.
Il faut remarquer que ces États républicains confèrent des distinctions et des récompenses honorifiques, parfois sous la forme apparemment similaire des ordres de chevalerie. Mais ces régimes républicains attribuent ces honneurs à titre individuel, non transmissible (par la filiation ou autre), à la différence des titres de noblesse. Ces régimes ont ainsi leur propre système de « récompenses » par exemple, la Légion d'honneur en France, fondée par l'empereur Napoléon Ier le 22 messidor An XII (11 juillet 1804). Par la suite, en 1814, le roi Louis XVIII décide que celle-ci confère un titre de noblesse à toute famille l'ayant reçue durant trois générations consécutives : cette décision a été appliquée en dernier lieu en 1874. De même, certains grades des ordres impériaux russes conféraient la noblesse sous l'Empire russe avant 1917.

### Les républiques socialistes
Les républiques socialistes, et notamment la Chine mais également l'URSS en son temps, ont aboli la noblesse à la fois dans son existence et dans sa création. Ces pays ne reconnaissent pas les titres de noblesse. De manière générale, les guerres civiles qui ont amené ces anciennes monarchies à devenir des républiques socialistes ont conduit soit à l'extermination des nobles soit à l'émergence d'une importante diaspora (le cas le plus connu étant la diaspora des Russes blancs durant la guerre civile de 1917).
Plusieurs classifications nobiliaires ont existé suivant les époques et les lieux. Il n'existe pas partout de règle officielle.

## Allemagne

### Hiérarchie nobiliaire allemande

#### Titres souverains ou de maisons souveraines
- Empereur : Kaiser (de)
- Roi : König
- Prince régnant : Fürst
- Prince-électeur : Kurfürst
- Prince (non régnant ou cadet des familles royales) : Prinz
- Grand-duc : Großherzog
- Archiduc (prince du sang impérial d'Autriche) : Erzherzog
- Duc : Herzog
- Comte : Pfalzgraf (plus simplement, « palatin », c-à-d. comtes palatins du Rhin)
  - Margrave : Markgraf, « titulaire de marche » (dit « marquis »)
  - Landgrave : Landgraf, « titulaire de province »
  - Burgrave : Burggraf, « titulaire de bourg »

#### Titres nobiliaires
- Prince : Fürst (régnant ou chef de maison)
- Duc : Herzog
- Grave : Graf
- Vicomte : Vizegraf
- Baron : Freiherr
- Chevalier : Ritter
- Écuyer : Junker en Prusse, égale à Edler en Autriche

### Titres du Saint-Empire
Dans le Saint-Empire romain germanique, on distinguait deux types de titres : ceux accordés par l'empereur et les érections de terres à des titres supérieurs. Ainsi, on peut être prince à titre personnel (« prince de N. et du Saint-Empire ») mais n'avoir exercé une souveraineté que sur un comté (« comte de X. »). Les titres du Saint-Empire pouvaient être accordés par l'empereur à titre personnel (non héréditaire) (ex. : Johann Reichsgraf von Aldringen) mais ils l'étaient plus généralement à titre familial (héréditaire) (ex. : Reichsfürst/Reichgraf Esterházy von Galántha, Kinsky, Lobkowicz, Metternich, Clary-Aldringen, von Wallenstein, etc.). Les règles de transmission étaient plus souples que dans d'autres pays et les titres pouvaient être transmis par les femmes. Dans certains cas même, à tous les descendants, à la simple condition de légitimes mariages, quand cela était précisé dans les lettres patentes et dans le cadre d'un titre sans fief. Ceci était hérité directement du droit romain. Quoi qu'il en soit, ils conféraient à leurs détenteurs la préséance sur les autres titres nobiliaires n'étant pas « du Saint-Empire ». Ce principe est resté en vigueur dans les cours autrichiennes et prussiennes même après la chute du Saint-Empire en 1806.
Hiérarchie nobiliaire du Saint-Empire :
- Empereur : Kaiser
- Roi : König
- Grand-duc : Großherzog
- Prince-électeur : Kurfürst
- Archiduc : Erzherzog
- Prince : Fürst
- Comte : Graf
- Baron : Freiherr
- Chevalier : Ritter
- Noble libre : Edelfrei
- Noble : Edler
- noble sans titre : Landmann von

Marquis, Burgraves, Palatins, Landgraves et Ducs
Dans le Saint-Empire, tous ces titres de souveraineté sur un territoire de l'empire donnent en droit le titre de prince d'empire. D'ailleurs, les marquisats ont tous progressivement été transformés en principautés à partir du XIIe siècle. Tout ceci explique pourquoi la hiérarchie nobiliaire du Saint-Empire est moins étoffée que celle du monde germanique en général.
Vicomte et Banneret
Dans le Saint-Empire, ils représentaient une fonction, un privilège accordé à certains nobles, et non un titre en soi. Le privilège de banneret (qui accordait un rang équivalent de baron à son possesseur), ne parait pas avoir connu de désuétude et semble avoir perduré jusqu'à la fin du Saint-Empire. Tout à la fin du XVIIe siècle, ce privilège était toujours décerné.

### Usage des particules nobiliaires
La langue allemande permet des nuances par l'utilisation de deux particules : « von » (« de ») et « zu » (« en »). Si, à l'origine, « von » indiquait l'appartenance à un lieu ou la possession d'un fief, la particule « zu » s'est répandue au cours du XVIIe siècle pour différencier les familles nobles ayant changé de siège, les « von », de celles qui résidaient toujours dans leur fief d'origine, le plus souvent un château médiéval, les « zu ». On peut parfois combiner les deux et s'appeler « von und zu N ».

## Belgique

### Hiérarchie nobiliaire belge
La hiérarchie nobiliaire en Belgique est fixée par un arrêté royal du 12 décembre 1838:
- Prince [en néerlandais Prins(es)] ; il existe huit familles princières : d'Arenberg (1576, admis en Belgique en 1953), de Ligne (Saint-Empire, 1601), de Croÿ (prince de Solre en 1677, prince du Saint-Empire en 1486), de Lobkowicz (Saint-Empire 1624, admis en Belgique en 1958), de Merode (confirmation des titres de prince de Rubempré et d'Everberg en 1823, et prince de Grimberghe en 1842 pour l'aîné; prince de Merode à tous en 1930), de Chimay (admis en 1824), de Béthune-Hesdigneul (Saint-Empire 1781, reconnu en Belgique en 1888 (éteint en 1931) et en 1932 (éteint en 1976).
- Duc [en néerlandais Hertog(in)] ; il existe 4 familles ducales (d'Arenberg, de Beaufort-Spontin, de Looz-Corswarem, d'Ursel).
- Marquis [en néerlandais Markgraaf ou Markies / Markgravin ou Markiezin] ; il existe 10 familles portant ce titre : d'Assche (nl), de Beauffort, Imperiali des Princes de Francavilla, du Parc, de Radiguès, Ruffo, de Trazegnies, Westerloo (titre porté par l'aîné des princes de Merode), d'Yve.
- Comte [en néerlandais Graaf / Gravin] ; il existe environ 85 familles portant ce titre, dont 40 anciennes portant celui de comte du Saint-Empire telles que les familles : de Lannoy, de Liedekerke, de Limburg Stirum, de Meeûs d'Argenteuil, d'Oultremont, etc.
- Vicomte [en néerlandais Burggraaf / Burggravin] ; il existe environ 35 familles portant ce titre, dont : Davignon, Eyskens, etc.
- Baron [en néerlandais Baron(es)] ; il existe environ 325 familles portant ce titre, dont : de Favereau, Garcia de La Vega, etc.
- Chevalier [en néerlandais Ridder, pas d'équivalent féminin] ; il existe environ 120 familles portant ce titre, dont : Parthon de Von, de Ghellinck.
- Écuyer [en néerlandais Jonkheer / Jonkvrouw] : l'état civil mentionne « Messire » au lieu de « Monsieur » et « Dame » au lieu de « Madame ». Cette qualification signifie l'appartenance simple à la noblesse (environ 500 familles).

### Titres de courtoisie
L'usage de courtoisie des titres comme en France (cf. ci-dessous) n'est pas d'application. Les règles de transmission des titres sont strictement observées et on n'attribue les titres qu'à leurs détenteurs réels. Aucune règle fixe ne permet de connaître à coup sûr le titre d'un membre d'une famille titrée : certaines familles dont le chef est comte ont des enfants sans titres, d'autres familles voient tous leurs membres porter le même titre,.

### Anoblissements
En 2008, la Belgique est l'un des rares pays où se pratique encore l'anoblissement, prérogative exclusive du roi. Cet anoblissement tend à récompenser des personnes ayant fait valoir des mérites particuliers dans divers domaines :
- politique : vicomte Eyskens (1973), comte Harmel (1991);
- arts : baron Ensor (1929), baron Horta (1932), baronne Fontyn (1993), baronne Cooreman (2005), baron Schuiten (2002), chevalier Bartholomée, chevalier Leduc (2001);
- sports : chevalier Ceulemans (2002), baron Merckx (1996);
- sciences : vicomte Prigogine (1990), vicomte Frimout (1993), vicomte de Winne (2003), baron Cassiers (2004), baronne Meunier (2008), chevalier Lengelé (2009);
- monde académique : baron Jaumotte, baron Woitrin (1982), baron Crochet (2004), baron Delpérée (1994);
- économie : comte Jacobs de Hagen, baron Frère (1994), baron Moorkens (nl) ;
- domaine social ou service de l'État (diplomatie en particulier) : comte Clerdent[6].

Il appartient au roi de décider des règles de transmission des titres qu'il confère ; en général, si la concession de noblesse est presque toujours héréditaire, les titres héréditaires deviennent rares (comte d'Udekem d'Acoz, comte Harmel, comte Didisheim, baron Marquet, baron Grauls).

### Patronymes nobiliaires
Les nobles sans particule sont nombreux, de même que les non-nobles porteurs d'une particule. À noter cependant l'existence de la particule « van », soumise aux mêmes règles de classement que le « de », mais qui se dit toujours. Remarquons que le « Van » flamand n'a aucun caractère nobiliaire et figure dans de nombreux patronymes indiquant l'origine. Traditionnellement en Belgique, le « Van » s'écrivait avec une majuscule, contrairement aux Pays-Bas où il est toujours minuscule, mais de nombreuses familles, soit de leur propre chef, soit après avoir obtenu officiellement un changement de nom, écrivent la particule « van » avec une minuscule censée donner un caractère plus distingué, les divers annuaires mondains encourageant sans être trop regardant cette pratique, qui stricto sensu pourrait être considérée comme un port public de faux nom,,,.

### Titres dynastiques portés par les membres de la famille royale belge
Comme beaucoup de familles royales européennes, la cour prévoit des titres dynastiques pour les dynastes du royaume. Ces titres ne font pas partie de la hiérarchie noble de Belgique. Les titres portés par les dynastes sont considérés d'un niveau plus haut qu'un titre noble. Comme le roi est source d'Honneur, les titres royaux sont catégorisés plus haut.
En 2018, seul le titre dynastique de duc de Brabant est encore accordé à l'héritier, par automatisme. Quand le duc de Brabant devient roi des Belges, son héritier devient automatiquement le nouveau duc de Brabant. Pour le nouveau duc, une dotation est prévue par la liste civile du roi, à partir de l'âge de 18 ans. Comme un titre dynastique indique la préséance protocolaire, ce titre sera donné en priorité au titre de prince de Belgique, par exemple : « Élisabeth, duchesse de Brabant, princesse de Belgique. ».

## Éthiopie

### Hiérarchie nobiliaire éthiopienne
- Negassi ou négus : « Roi des Rois »
- Ras : attribué à un noble lorsqu'il devient gouverneur
- Lidj : titre porté par tout membre d'une famille noble (descendants masculins directs)

### Attribution des titres
Les titres étaient attribués par les autorités suprêmes, du Xe siècle à 1974 par les nobles eux-mêmes ou par le souverain (autorité suprême).

## Espagne

### Hiérarchie nobiliaire espagnole
- Grand d'Espagne (Grande de España) : reçoit le traitement d'« excellence » (Excelentísimo Señor).
- Prince (príncipe)
- Duc (duque)
- Marquis (marqués)
- Comte (conde)
- Vicomte (vizconde)
- Baron (barón)

### Particularités espagnoles
Les conjoints des personnes possédant un titre ont le droit de l'utiliser pendant qu'ils restent mariés ou veufs sans célébrer un nouveau mariage. À la mort sans héritiers légitimes ou des familiers de quelqu’un qui possède un titre, celui-ci revient à la Couronne. Les titres nobiliaires espagnols sont octroyés par le roi, et c'est le ministère de la Justice qui s'occupe de la vérification des droits des requérants à la succession d'un titre. L'organe consultatif et décisionnaire de la noblesse espagnole est la Députation de la Grandesse d'Espagne, actuellement dirigée par le duc de Hijar (en espagnol : Híjar).
Historiquement, la préférence lors de la succession d'un titre était donnée à la ligne masculine. Depuis le 18 octobre 2005, une loi donne la préférence à l'aîné des enfants, quel que soit son genre. On nomme hidalgos (hijos de algo, fils de quelque chose) les membres d'une famille noble, titrée ou non. Les nobles non titrés sont réunis dans différentes institutions, dont les cinq maestranzas (Séville, Ronda, Grenade, Valence et Saragosse), le conseil des quatre anciens ordres militaires (Santiago, Calatrava, Alcántara et Montesa), le Corps royal de la noblesse de Madrid, le Chapitre des chevaliers de Cuenca ou la Asociación de Hidalgos de España, parmi d'autres. La présidence honoraire est souvent occupée par le roi d'Espagne. Pourtant, la plupart des nobles non titrés n'appartiennent à aucune de ces confréries, et ne sont pas rares les familles ayant longtemps oublié leur condition nobiliaire.
Le roi Juan Carlos Ier a octroyé 55 titres de noblesse au cours de son règne (1975-2014).

### Noblesse de la période franquiste
Pendant la période franquiste, l'usage de titres a été rétabli, avec cette particularité que les titres donnés par la branche carliste furent reconnus. De plus, Franco a concédé des titres (certains de manière posthume) et de grandesses d'Espagne. On consultera pour cette période l'article en espagnol Títulos nobiliarios del franquismo (es) (Titres nobiliaires du franquisme). La plupart des titres de noblesse conférés pendant cette période ont été supprimés par la loi sur la mémoire démocratique entrée en vigueur le 21 octobre 2022.

## États de l'Église
Les papes, comme souverains temporels, ont décerné des titres de noblesse dans leurs États d'Italie et de France (Avignon et Comtat Venaissin), puis au titre de la souveraineté attachée au Saint-Siège.
De 1309 à 1791, 86 titres, dont 63 héréditaires, auraient été décernés par les souverains pontifes à des Français :
- duc : 7 titres dont 6 héréditaires ;
- marquis : 29 titres dont 26 héréditaires ;
- comte : 39 titres dont 22 héréditaires ;
- baron : 11 titres dont 9 héréditaires.

Après la chute de Rome en 1870, mettant fin au pouvoir temporel du pape, Pie IX et ses successeurs contestent cet état de fait et continuent d'user de prérogatives souveraines tel que l'octroi de titres de noblesse.
En 1929, par l’article 42 du Concordat annexé aux accords du Latran, l'Italie accepte « d’enregistrer et d’homologuer comme titres italiens les titres nobiliaires conférés par le pape même après 1870 et ceux qui seront conférés à l’avenir ».
Ces titres des XVIIIe et XIXe siècles, souvent appelés « romains », furent délivrés à des catholiques du monde entier en récompense de services rendus à l’Église et au pape. Seuls certains d'entre eux furent héréditaires (de nombreux titres personnels étant d'ailleurs délivrés à des évêques) :
- En Italie : environ 115 concessions depuis 1870 :
- En France : 529 titres dont 197 héréditaires :
  - prince : 13 dont 5 héréditaires ;
  - duc : 16 dont 9 héréditaires ;
  - marquis : 43 dont 23 héréditaires ;
  - comte : 431 dont 155 héréditaires ;
  - vicomte : 1 héréditaire ;
  - baron : 24 dont 3 héréditaires ;
  - noble : 1 héréditaire.
- En Espagne : 99 titres autorisés en 1899.
- En Belgique : 70 titres héréditaires délivrés à 59 familles de 1830 à 1931.
- Aux Pays-Bas : 6 titres, dont 2 avant 1814.
- En Suède : 1 titre de marquis et 1 titre de comte héréditaires délivrés à la même famille.
- Au Portugal : au moins 1 titre de comte héréditaire.
- En Pologne : 19 titres.
- Au Liban et au Levant : au moins 12 titres de noblesse héréditaire.
- À Malte : 8 titres de marquis et 6 titres de comte, dont 8 héréditaires.

L'anoblissement héréditaire est supprimé en 1931. Le port de titres nobiliaires est interdit aux évêques en 1951. Paul VI annonce en 1964 qu'il n'y aura plus de création de titres.

## Fidji

### Hiérarchie nobiliaire fidjienne
- Reine (Tui Viti, ou chef suprême)
- Chef (ratu ou adi)

### Noblesse fidjienne
Bien que les îles Fidji soient un pays mélanésien, elles possèdent une noblesse, intégrée à une hiérarchie sociale, qui s'apparente davantage à un modèle sociétal polynésien. Les chefs fidjiens portent le titre de ratu si ce sont des hommes et adi si ce sont des femmes.
Le rôle de la noblesse aux Fidji s'exerce essentiellement dans le domaine coutumier, mais certains chefs participent à la vie politique démocratique du pays. En outre, le Grand Conseil des Chefs reconnaît la reine, nomme le président et près de la moitié des membres du Sénat.
Élisabeth II, anciennement reine des Fidji, conserve le titre purement honorifique de « Chef Suprême des Fidji » ou « reine », au sommet de la noblesse fidjienne. C'est le seul pays du monde où coexistent réellement un monarque et un président de la République.

## France

### Hiérarchie nobiliaire française
Avant le Premier Empire, la seule hiérarchie dans les titres de noblesse est la prééminence du titre de duc sur tous les autres. L'éventuel titre avait moins d'importance que l'ancienneté, les alliances et l'illustration de la famille. D'ailleurs, les titres de noblesse de cette époque étaient attachés à une terre et non à une personne. Les titres réguliers étaient même fort rares et souvent le signe d'une noblesse récente, les nobles titrés étant en effet beaucoup plus souvent issus d'une famille anoblie que d'une famille d'extraction. Ces dernières ne se souciaient pas de recevoir des lettres patentes érigeant leurs seigneuries en baronnies, vicomtés, comtés ou marquisats, elles s'arrogeaient, voir usurpaient, un titre de courtoisie de leur propre chef, estimant que leur ancienneté leur donnait ce droit. Ainsi, en 1789, il ne subsistait en France que 172 titres réguliers d'Ancien Régime. Il convient d'ajouter que sous l'Ancien Régime les termes d'écuyer et de chevalier, placés à la suite d'un nom propre étaient des qualifications nobles, et non des titres, l'éventuel titre de noblesse attaché à une terre ne venant qu'après cette qualification, tous les nobles étant soit écuyers soit chevaliers. Ce n'est qu'à partir du Premier Empire que le terme de « chevalier » est devenu un titre de noblesse au sens strict du terme. De même, le terme « seigneur » était un statut féodal, et non un titre de noblesse.
Sur ce peu d'importance accordé en France aux titres de noblesse, il était écrit dans le bulletin de l'ANF en 1937 : « Puisque nous voilà revenus aux titres, si importants pour Crapouillot et le public, et dont nous, "gens du milieu" faisons peu de cas, avouons que nous en abusons. Certes les plus légitimes ne correspondent pas toujours au rang véritable des noms qu'ils décorent ; et pour les autres, ils remplaceront la qualité d'écuyer, désuète. Nous savons bien que tel vicomte de courtoisie est de grande maison, alors que tel marquis régulier est fort simple gentilhomme : pour nous le nom prime le titre, et de bien loin ».
En réalité, la dignité dotée d'une réelle et grande valeur sous l'Ancien Régime était la pairie. Cette dernière était hiérarchisée par la préséance, c'est-à-dire qu'un comte et pair de France était à la fois au-dessus des autres comtes et des autres membres de la noblesse ne faisant pas partie de la pairie. Le Premier Empire ayant détaché les titres de toute notion de possession fiduciaire, une hiérarchie a été établie — mais abolie en 1814. Cette distinction a été conservée dans la déclinaison coutumière des titres de courtoisie et dans les ouvrages consacrés à la noblesse française, ainsi que dans le langage courant, bien qu'elle n'ait de valeur que pour les titres impériaux.
Toutefois, dans un traité de droit de 1764, une forme de hiérarchie des titres de noblesses est déjà clairement présente : « le Baron, qui a un degré de Noblesse au-dessus du Châtelain, comme il en a un au-dessous des Comte & Marquis, ensorte qu'il tient le milieu entre celui-là et ceux-cis ». A cette hiérarchie de noblesse s'associe une hiérarchie d'étendue et de richesse des fiefs, qui sont officialisées respectivement :
- par une Déclaration du Roi du 7 août 1579, stipulant qu'il faut :
  - pour composer une Baronnie : au moins trois Châtellenies (page 408) ;
  - pour un Comte : avoir au moins deux Baronnies et trois Châtellenies, ou une Baronnie et six Châtellenies ;
  - pour un Marquisat : au moins trois Baronnies et trois Châtellenies, ou deux Baronnies et six Châtellenies (page 412) ;
- par un Edit royal de mars 1582, fixant le revenu annuel minimal de la terre à :
  - 6000 livres pour ériger un Comté,
  - 10 000 livres pour ériger un Marquisat,
  - 24 000 livres pour ériger un Duché-Pairie.

#### La famille royale de l'Ancien Régime
Jusqu'à l'abolition de la royauté, c'est-à-dire sous l'Ancien Régime, la famille royale jouissait de son propre système hiérarchique, fondé sur l'ordre de dévolution de la Couronne et les règles du protocole de la cour de France. En effet, en plus de ces titulatures d'apparat, un membre de la famille royale était en général pourvu d'un titre appartenant à la Couronne, plus ou moins prestigieux selon la façon dont le roi voulait honorer son titulaire. Ces titulatures d'apparat sont, du point de vue de la préséance, au-dessus du système nobiliaire d'Ancien Régime.
À la différence des titres de noblesse, ces titulatures n'étaient pas immuables, mais correspondaient à une situation politique ou généalogique. Un changement de dynastie pouvait faire perdre le droit d'utiliser le titre de prince du sang. Ces titres d'apparat, au contraire des titres de noblesse, ont disparu avec la monarchie.
Les titulatures d'apparat par ordre de préséance (qui est à rapprocher de l'ordre de succession au trône) :
- Dauphin de France : titre de l'héritier du trône quand il est le fils aîné du roi (ou le petit-fils ou l'arrière-petit-fils); la femme du dauphin s'appelle la dauphine de France et prend le titre dès son mariage, avant de devenir reine à l'avènement de son époux.
- Monsieur : titulature réservée au frère cadet du roi.
- Premier prince du sang : titre de l'aîné de la branche cadette de la famille royale — c'est par exemple le cas des princes de Condé et des ducs d'Orléans.
- Prince du sang : titre de tous les autres membres de la maison royale de France (à ne pas confondre avec le titre de prince, voir plus loin).

Tous les porteurs de ces titres avaient le droit à la qualification d'Altesse royale (A.R.) ou, pour les princes du sang, à celle d'Altesse sérénissime.
Comme dit précédemment, le roi disposait d'un certain nombre de grands fiefs qu'il pouvait donner en apanage à ses fils (ou à d'autres membres de sa maison). Il constituait ainsi le patrimoine des branches cadettes pouvant soit monter sur le trône, soit s'éteindre. Dans ce dernier cas, les apanages revenaient dans le domaine royal lorsqu'il n'y avait plus d'héritiers mâles. Voir Maison royale de France.
Plusieurs fiefs (et donc titres) ont régulièrement été utilisés par la famille royale de France comme distinction de leur rang. Parmi les plus célèbres :
- Le comté puis duché de Valois
- Le duché d'Orléans
- Le duché d'Anjou
- Le duché de Berry
- Le duché de Bourgogne
- Le duché de Bretagne
- Le duché de Bourbon
- Le duché de Normandie
- Le duché de Touraine
- Le duché d'Aquitaine
- Le comté de Provence
- Le comté d'Artois

Ces titres ont en général donné lieu à l'appellation des différentes branches de la famille royale (la maison de Valois, les quatre maisons d'Orléans, les maisons d'Anjou, la maison de Bourbon ou celles d'Artois par exemple).

#### Les titres de noblesse sous l'Ancien Régime
Les titres de noblesse de la fin de l’Ancien Régime sont listés dans le décret d’abolition de la noblesse héréditaire (19 juin 1790). Il s’agit, en l’occurrence des « titres de prince, de duc, de marquis, de comte, vicomte, vidame, baron, chevalier, messire, écuyer, noble, et tous autres titres semblables ».

#### Titre princier
- Prince, Contrairement au cas de l'Empire, la Principauté est exceptionnelle en France et le titre de Prince y désigne généralement un membre de la famille royale proche du roi. Voir le développement ci-dessous.

#### Titres réels
Ce sont les titres de noblesse fondés sur la possession de fiefs de dignité. Il s’agit, dans le cas classique, de fiefs érigés par le Roi en duché, marquisat, comté, vicomté ou baronnie. Dans ce cas, typiquement, le titre est porté par le chef de famille et disparait en cas de vente du fief ou d’extinction de la lignée mâle. La réalité ne se laissa pas enfermer dans ce fonctionnement. Il y eut des cas réguliers atypiques (par exemple la marquise de Pompadour) et des titres de courtoisie suffisamment soutenables pour être admis par la société.
Il existe aussi des seigneuries régulièrement titrées sans intervention royale car issues du Moyen Âge, tel le Dauphiné d’Auvergne, les " baronnies de coutume"…
- Duc
- Marquis
- Comte, ce titre est aussi porté par les chanoines de chapitres nobles (comme Saint-Jean de Lyon, Saint Julien de Brioude, Saint Pierre de Mâcon) et les titulaires de diocèses ou d'abbayes auxquels ce titre est associé (comme les évêques de Beauvais, Châlons et Noyon, l'abbé-comte d'Aurillac). Un usage ancien veut que tous les ambassadeurs et plénipotentiaires portent le titre de comte.
- Vicomte
- Baron, seigneur d'un fief rendant hommage directement au roi et érigé en baronnie en sa faveur ou en celle de ses ancêtres. Titre rarissime pour un fief en France, s'il ne provient pas de l'Empire. L'ordonnance d'Henri III de 1579 exige, pour qu'une terre puisse être érigée en baronnie, qu'elle " soit composée d'au moins trois châtellenies incorporées ensemble pour être tenues à un seul hommage du roi." Titre donné à certains fiefs représentés de droit aux États de leur province.
- Dauphin, porté en Viennois et en Auvergne, équivalent au titre de comte.
- Comtour, titulaires de certaines châtellenies très anciennes en Auvergne comme Apchon, Dienne, Escorailles.
- Vidame, porté par les protecteurs de certaines abbayes ou évêchés, équivalent au titre de vicomte.

#### Titres nus
À la différence des titres réels, ils ne reposent pas sur la possession de fiefs de dignité. Ils peuvent être personnels ou transmissibles. Dans ce dernier cas, il est transporté à la descendance.
- Chevalier, qualificatif nobiliaire, anciennement porté par un homme d'arme à cheval ayant été adoubé. À la fin de l'Ancien Régime, ce titre est soit personnel (cas d'une personne ayant été reçue dans un ordre de chevalerie) soit transmissible (cas des familles nobles de très ancienne extraction).[réf. nécessaire]
- Messire
- Écuyer, qualificatif nobiliaire porté avant le 23 juin 1790 par tout gentilhomme (noble) n'ayant jamais été fait chevalier. Certains y voient uniquement l’expression d’une qualification (« la qualité d’écuyer »), d’autres l’admettent aussi comme titre[18] transmissible dans les cas de noblesse « acquise et transmissible ». Porté à titre personnel par certains officiers du roi.
- Noble, qualification de noblesse hors quelques exceptions régionales (tel le Lyonnais, Beaujolais, Forez), historiquement intermédiaire entre les titres d’écuyer et de chevalier[19] puis équivalent à celui d’écuyer. Qualificatif fréquent dans le Dauphiné (près de 60 % des qualifications nobiliaires) et rare ailleurs (14% à l’échelon du royaume)[20]. Se plaçait avant le nom, par exemple « Noble Jacques Martin ».
- « Noble homme » qualificatif de noblesse dans certaines conditions de lieux et de dates.

#### Dame, damoiseau et demoiselle
- Dame, qui vient du latin domina, la maîtresse, était dans le contexte nobiliaire attaché à la haute noblesse (noblesse titrée ou noblesse d’extraction). Dans le contexte féodal, ce terme était l’équivalent féminin de « seigneur ».
- Damoiseau et damoiselle ont été une qualification de noblesse. Demoiselle étant l'équivalent féminin d'écuyer[21], mais était surtout un titre de civilité, dont l'usage à partir du XVIIe siècle, voulait qu’on en pare toute femme mariée ou non, de bonne condition (fille ou femme d'officiers de toutes sortes, de bourgeois, de marchands ou de certains maîtres de métiers...)[22]. Les actes notariés et les registres paroissiaux en fournissent d'innombrables exemples.

#### Titres d’Ancien Régime retenus dans le droit nobiliaire actuel
Une jurisprudence émanant du tribunal administratif (1994) considère « que seuls (les) titres de dignité sont susceptibles d'être inscrits sur les registres du Sceau de France en tant qu'accessoire honorifique du nom ; que le titre d'écuyer était, en revanche, un titre indépendant de toute possession de terre et transmis à tous les membres masculins d'une famille ; qu'il était, dès lors, lié à la qualité des personnes, qu'elles fussent nobles ou titulaires d'offices conférant certains privilèges de la noblesse ; qu'un tel titre qui ne saurait être regardé comme un accessoire honorifique du nom, n'est pas susceptible d'être inscrit sur les registres du Sceau de France »
Bibliographie :
- Éric Thiou, Dictionnaire des titres et des terres titrées en France sous l’Ancien Régime, éditions Mémoire et Documents, Versailles, 2003, 270 p.

### Titres médiévaux disparus
Banneret, époque médiévale. Seigneur assez considérable pour fournir une compagnie de chevaliers de ses vassaux et leur faire porter une bannière.

### Noblesse du royaume de France
L'histoire des titres de noblesse et l'organisation de la noblesse française sont intimement liées à l'histoire du royaume de France et à son unification.
La noblesse comme la royauté sont des institutions indo-européennes, elles existent chez les Gaulois, les Germains et les Romains. Parmi les hommes libres se trouvait une petite partie de gens plus importants, les proceres ou nobiles. Les peuples soumis à l'Empire furent gouvernés par des comites, les territoires de moindre importance (viguerie) par un vicarius, et les armées conduites par un dux, d'où les titres de comtes, vicomtes et ducs qui n'étaient pas héréditaires.
À partir de 877 Charles le Chauve rend héréditaire les anciennes charges latines, en particulier celle de comites qui devient alors "comte".
L'élection du duc Hugues Capet en 987 à la tête du royaume franc change en partie la donne. La mort de Louis V sans héritier oblige les douze principaux seigneurs du royaume à organiser l'élection d'un nouveau roi. Ils prendront alors le titre de pairie, chacun devenant un pair du royaume. L'élection fut pour eux l'occasion d'imposer leur autorité. L'unité qui avait jusqu'ici maintenu l'autorité du roi vole en éclats. Six grands territoires laïcs et six ecclésiastiques sont considérés comme plus importants et deviennent totalement indépendants de la Couronne, qui se trouve réduite à la seule Île-de-France[réf. souhaitée].
- Les six pairs ecclésiastiques étaient : l'archevêque de Reims, premier des pairs, l'évêque de Laon, l'évêque de Langres, l'évêque de Châlons, l'évêque de Noyon et l'évêque de Beauvais.
- Les six pairs laïcs étaient : le duc de Bourgogne, le duc de Normandie, le duc d'Aquitaine, le comte de Flandre, le comte de Champagne et le comte de Toulouse. Le septième est la Bretagne érigée en duché pairie en 1297 par le roi Philippe IV le Bel, en faveur de Jean II de Dreux, comte de Bretagne.

Ces douze pairs élisaient le roi, au sens où ils validaient l'héritier de la couronne en application des lois fondamentales du royaume, ce qu'ils firent à l'initiative d'Hugues Capet pour ses successeurs au cours du XIe siècle, chacun jouant un rôle dans la cérémonie du sacre. Ces rôles furent conservés, même après le rattachement de leurs fiefs au domaine royal, à partir de 1204 ; un grand seigneur était nommé ad hoc le temps de la cérémonie.
Le roi Hugues Capet amorça alors une lente unification des seigneuries du royaume qui ne s'acheva réellement qu'au XVIIIe siècle.

### Origine de quelques titres et dignités en France

#### Les nouvelles pairies
La dignité de pair du royaume est conférée à certains membres de la noblesse. Elle est forcément attachée à une terre — en général un duché ou un comté, bien qu'il y eût aussi des marquisats et des baronnies-pairies. À cette dignité sont attachés plusieurs honneurs. Le principal étant de participer à l'élection du roi en cas d'absence d'héritier. Mais la pairie était surtout un formidable levier politique puisqu'elle donnait préséance sur tous les autres nobles, y compris les ducs. Les quelques comtes, vicomtes, marquis et barons admis à la pairie étaient donc, du point de vue de la préséance, au-dessus de tous les autres seigneurs, y compris les ducs qui n'étaient pas présents à la pairie. À côté des douze pairies d'origine, une multitude de seigneuries ont été admises à la pairie ou en ont été exclues au bon vouloir du roi.
La pairie ayant un certain pouvoir, notamment au niveau parlementaire, l'admission d'un membre en son sein était le reflet de la politique royale du moment. À partir de la Restauration, le titre de pair est accordé à toute personne admise à siéger à la Chambre des pairs, à titre personnel ou héréditaire. Victor Hugo fut ainsi vicomte-pair sous Louis-Philippe.

#### Les premiers marquis
Le marquis désigne le propriétaire d'un marquisat, c'est-à-dire d'une seigneurie se trouvant « à la marche » du royaume (autrement dit, aux frontières de celui-ci). En général, il s'agit d'anciens gouvernements militaires, suffisamment inféodés au royaume pour être transformés en seigneuries. Bien que la notion de « marche » soit très ancienne (la marche de Bretagne au IXe siècle) le titre de marquis en tant que titre de noblesse est très récent et date de la Renaissance. Il désignait auparavant une charge militaire dévolue à un comte inféodé, c'est-à-dire un comte qui avait la possibilité de lever une armée sans autorisation de son suzerain, ceci étant dû à la situation particulièrement exposée de ces territoires. Comme pour le reste des titres de noblesse, celui-ci finira par perdre sa signification historique pour devenir progressivement honorifique. À partir du milieu du XVIe siècle, quelques baronnies sont élevées au rang honorifique de marquisat, phénomène qui s'est accentué au cours des deux siècles suivants compte tenu d'un prestige nouveau attaché à ce titre. Ainsi, les principaux ministres de Louis XIV et de Louis XV virent leurs terres devenir des marquisats. Au XVIIIe se développe cependant l'usage de titres de marquis de courtoisie, parfois héréditaires, portés impunément par des nobles possédant de simples baronnies, voire seulement des seigneuries, non titrés par lettres patentes enregistrées en parlement. Certains de ces titres, authentiques comme de courtoisie, sont encore aujourd'hui portés, l'usage étant que seul l'aîné des descendants mâles du premier bénéficiaire puisse porter le titre, de même que pour les duchés.

#### Les premiers vicomtes
Contrairement à une idée reçue, le vicomte n'est pas un vice-comte, mais celui qui, à partir du Bas-Empire, exerce la charge de vicarius (vicaire), c'est-à-dire la fonction judiciaire dans une circonscription territoriale qui est devenue soit une vicomté avec un vicomte lorsque celle-ci est devenue indépendante, soit une viguerie avec un viguier lorsqu'elle s'est incorporée à un fief plus important.
La vicomté représente certes une terre plus petite qu'un comté et, (comme lui, souvent plus petite qu'un duché) mais cela tient simplement à l'histoire des terres. Un vicarius dirigeait un territoire moins important qu'un comites qui, lui-même, dirigeait un territoire moins important qu'un dux. Lors de leur prise d'indépendance de Rome, ils conservèrent les territoires dont ils avaient la charge, d'où historiquement une taille et une importance (toute relative cependant) différente pour les duchés, comtés et vicomtés de l'époque carolingienne.

#### Les premiers barons
Les rois capétiens n'eurent de cesse de tenter d'agrandir le domaine royal par achat ou par conquêtes successives, et ramenèrent ainsi dans leur giron des duchés, comtés et vicomtés jusque-là indépendants. Néanmoins, cet agrandissement du domaine royal obligea les rois capétiens à déléguer leur autorité : c'est ainsi qu'ils créèrent les baronnies, fiefs directement issus de la Couronne et donnés en apanage aux plus fidèles seigneurs du roi. Ces barons avaient toute autorité sur leur fief; ils avaient également pour clientèle les autres seigneurs du royaume (à savoir les écuyers et les chevaliers) dont ils se servaient pour l'administration locale. Les écuyers et chevaliers deviendront bien vite, en tant que petits seigneurs locaux, les fondateurs des paroisses et les initiateurs des défrichements, avec les grandes abbayes.
Une frénésie de conquêtes eut lieu dans toute l'ancienne Francie occidentale. Les seigneurs indépendants (principalement les six pairs laïcs d'origine), tout comme le roi, voulaient consolider leurs territoires. C'est ainsi qu'avec l'expansion de ceux-ci, mais également pour affirmer leur indépendance de la Couronne, les seigneurs commencèrent à imiter le roi et à diviser leur seigneurie en baronnies.
Le comté de Nevers comptait par exemple cinq baronnies, dont chacune avait une charge particulière dans l'administration du comté.

#### Les vidames
Le titre de vidame est un titre de noblesse très rare désignant celui qui conduisait l'armée d'un évêché titré. Ce titre correspondait pour les seigneurs laïcs à celui de vicomte.

#### Le titre de prince en France sous l'Ancien Régime
En France, sous l'Ancien Régime, tous les membres de la famille royale (princes du sang) ainsi que les princes de maisons souveraines étrangères (prince étrangers) avaient la qualité princière mais n'étaient pas nécessairement titulaires d'un titre princier.
En dehors des princes du sang, sous l'Ancien Régime il n'y avait pas de titre de prince en tant que titre de noblesse dans le royaume de France. La qualité de prince n'était pas un titre nobiliaire officiel, elle équivalait seulement, pour quelques grands feudataires de la couronne et à certains possesseurs de fief, à celle de sire ou de seigneur. Quelques grandes familles changèrent cette qualification en titre et l'appliquèrent à des seigneuries en en modifiant l'acception. Plusieurs maisons nobles qui ne possédaient aucun droit à la souveraineté persistèrent à garder cette qualification et l'autorité royale ferma les yeux sur cet abus en raison du rang des seigneurs qui s'en décoraient.
Il y eut sous l'Ancien Régime plusieurs seigneurs qui portaient le titre de prince annexé à certaines terres ayant le titre de principauté, sans être pour cela des terres suzeraines. Ceux qui possédaient ces terres ne tenaient pas pour autant le rang de prince, qui n'appartenait en France qu'aux princes du sang royal et aux princes étrangers. Ils n'avaient que le rang conféré par la qualité réelle de leur fief. Ainsi, pour les personnes de sang non royal, le titre de prince était attaché nécessairement à un domaine.
Les rois de France érigèrent également certaines terres en principautés en faveur de quelques grands seigneurs (Guéménée en 1547 en faveur de Louis VI de Rohan par lettres patentes de 1570 enregistrées en 1571, Château-Porcien en 1561 en faveur de Charles-Antoine de Croy, Anet en 1584 pour Charles de Lorraine, Soubise en mars 1667 pour François de Rohan, vérifié au parlement le 1er juillet 1667 (non enregistré selon d'autres sources), etc.). F. de Saint-Simon et E. de Séréville écrivent à ce sujet : « On a beaucoup commenté le fait que le roi de France n'a jamais créé de titre de prince dans son royaume, ce qui est inexact. En réalité la confusion est grande entre le titre princier et la qualité princière (...) Certains titres de prince ont été conférés, reconnus, portés en France, mais leurs titulaires jamais n'en eurent aucune qualité princière, c'est-à-dire aucun rang distinctif ni aucun droit aux honneurs réservés aux princes du sang ou aux princes souverains (...) Les principautés d'érection sont érigées par lettres du roi et on a cru pouvoir en dénombrer trente-six en 1789. ».
La qualité de prince a été parfois reconnue à des familles qui l'avaient reçue de l'étranger (ce fut souvent sous l'Ancien Régime des titres de prince du Saint-Empire : Bauffremont, Beauvau-Craon, Broglie, Croy, Saint-Maurice-Montbarrey, etc.) et plus tard quelques titres pontificaux (Polignac (1820). Ces princes étrangers n'avaient aucun droit ni aucun privilège à la Cour et chaque fois qu'ils y furent admis, ce fut via une dérogation de la part du roi en faveur des principautés étrangères, ou encore une concession particulière et exceptionnelle.
Plusieurs familles françaises portaient aussi des titres de prince, d'origine féodale (Tonnay-Charente, Talmont, Marcillac, etc.) qui ne leur donnaient aucun rang particulier, mais parmi les quelques alleux souverains (comme Yvetot ou la vicomté de Turenne), la principauté de Boisbelle dans le Berry restait hors de la compétence des juridictions royales et ses princes battaient monnaie, avaient leur justice et leur fiscalité propres, et il ne s’y percevait aucun impôt royal (par lettres de 1606, Henri IV confirma au prince de Boisbelle sa pleine souveraineté judiciaire, monétaire et fiscale et la totale exemption des habitants au regard de l’impôt royal). On peut aussi citer la principauté de Sedan dont les seigneurs sont les vassaux des rois de France jusqu’en 1539, date à laquelle le roi de France Henri II reconnaît à Robert IV de La Mark, prince de Sedan et maréchal de France, la souveraineté sur sa principauté.

### L'usage des titres honorifiques et de courtoisie

#### Du passage de la charge à l'honorifique
Avec l'unification définitive du royaume au XVIe siècle et la disparition quasi totale des duchés et comtés indépendants (sauf la Bourgogne, le Maine, l'Anjou, la Picardie et la Provence qui seront incorporés au royaume au XVIIe siècle), le roi prend la tête du système féodal et devient le suzerain suprême du royaume. Tous les autres seigneurs, ducs compris, deviennent ses vassaux. Ils lui doivent dès lors fidélité et font vœu d'allégeance. Les barons perdent leurs spécificités de premiers vassaux pour devenir de simples seigneurs dans un système qui se complexifie.
Les titres de noblesse commencent donc à perdre leur lien avec les charges qui y étaient précédemment associées et deviennent des faveurs accordées par le roi. Ce dernier commence également à retirer aux seigneurs leur droit régalien de justice pour le confier petit à petit aux baillis (seigneurs possédant une charge de justice), faisant en sorte de dépouiller les seigneurs de leurs pouvoirs pour les transférer à la Couronne.
La France, alors unifiée en un seul royaume, se compose de multiples seigneuries, titrées ou non, qui, n'étant plus liées à des charges, deviennent des propriétés foncières qui peuvent se vendre. C'est ainsi qu'apparaît l'habitude pour les familles nobles dotées de propriétés titrées de prendre le titre de ladite terre.
Le roi se met alors à user des titres pour accorder ses faveurs. Le cas le plus notable est celui du comté de Nevers. Indépendant, lié par mariages au duché de Bourgogne, ce comté finit par passer dans la famille royale et est alors érigé en duché. Cette érection de comté en duché ne signifie nullement que le comté de Nevers est devenu si puissant qu'il puisse se prétendre indépendant de la Couronne, ou que le roi décide de donner son indépendance au Nivernais. Il signifie simplement le souhait du roi que le propriétaire du comté ait un titre à la mesure de son rang.
Des titres de baron, de comte et parfois de duc sont alors créés sans aucune réalité historique ou géographique. Ils prennent simplement le nom de la ville d'origine de celui que l'on souhaite honorer, ou tout autre nom qui plaît au roi. Parfois même ces seigneuries sont créées sans qu'aucune terre lui soit attachée. C'est le cas le plus fréquent dans la noblesse de robe, le roi n'ayant pas assez de seigneuries physiques pour honorer ses officiers de la Couronne ; il crée alors de nouvelles seigneuries avec de nouveaux titres.
Rappelons que cet usage n'était pas le fait exclusif du roi de France : avant la réunification du royaume, les seigneurs suzerains avaient déjà la possibilité de créer des seigneuries au sein de leur territoire. Mais la taille restreinte aussi bien de la population noble que des terres rendaient peu utile la création de nouvelles seigneuries qui pouvaient, par ailleurs, s'acquérir par des conquêtes.
C'est Henri IV qui, après avoir unifié définitivement le royaume, se met à organiser les titres de noblesse, afin que l'érection des terres se fasse de façon plus ou moins cohérente comme l'évolution au sein d'un titre de chevalerie moderne par exemple.
Ainsi une seigneurie peut être érigée en baronnie si elle compte au moins trois châtellenies, et en comté ou en marquisat si elle compte au moins deux baronnies.
Le titre de duc reste alors au bon vouloir du roi, mais aucune seigneurie ne peut être érigée en duché si son propriétaire n'est pas déjà au moins comte.

#### La notion de seigneurie
Jusqu'à l'Empire, les titres ne sont pas personnels et correspondent tous à une seigneurie, quand bien même celle-ci ne s'étendrait que sur quelques hectares. Le suzerain érige la terre en lui donnant un titre. Ainsi, le propriétaire de la seigneurie peut ensuite se parer du titre y attaché. De cela découlent deux choses :
- la perte de la seigneurie (vente, défaite militaire, décès) empêchait l'utilisation du titre ;
- la particule « de » suivie du nom d'une terre n'est pas un signe de noblesse en soi.

En effet, avant la Révolution française, seuls les propriétaires nobles de seigneuries pouvaient utiliser le titre de noblesse attaché à leur seigneurie. Ils étaient donc à la base seigneur (sieur de…) et devenaient baron, vicomte, comte, marquis ou duc au gré de leurs acquisitions seigneuriales et des éventuelles érections de terre. Mais il ne s'agissait que de leur titre et non de leur nom de famille. L'exemple concret le plus typique est celui du roi de France.
Louis XVI, roi de France et de Navarre, est de son « état civil » complet Louis de France, seizième du nom, roi de France et de Navarre. Il sera d'ailleurs appelé à son procès, par dérision, citoyen « Capet » (les Bourbons étant une dynastie des Capétiens) puisque la Révolution aura aboli l'utilisation des titres de noblesse.
Ainsi, bon nombre de familles nobles ne portent pas de particule, et le port d'une particule ne préjuge pas de la noblesse. Des bourgeois pouvaient également faire l'acquisition de seigneuries. En théorie, le droit nobiliaire leur interdisait d'utiliser le titre de la terre dont ils étaient propriétaires. Cependant, le peu de contrôle et de moyens et la possession parfois ancienne de ces terres rendaient difficile l'identification des usurpateurs, qui parfois finissaient par être admis dans le corps nobiliaire mais ne devenaient jamais nobles; or seule la consultation des registres nobiliaires aurait permis la distinction entre noble et roturier. Néanmoins la convocation des États généraux et l'organisation de la collecte des impôts (les roturiers payaient par exemple la « taille » et les nobles étaient assujettis à la capitation — impôt par tête — qui ne frappait plus la fortune mais le rang social ; il fallait identifier les nobles du reste de la population afin de pouvoir percevoir le maximum d'impôt) firent disparaître les usurpateurs qui prospéraient sur les privilèges accordés au Second Ordre. En revanche, la loi ne protège pas les « titres de courtoisie » ni les faux titres vendus par les marchands de merlette.

#### La préséance des ducs
Malgré l'absence de hiérarchie au sein de la noblesse d'Ancien Régime, un cas particulier se pose, comme souvent d'ailleurs dans les affaires de préséance, pour les ducs. Ceux-ci étaient au-dessus de tout autre noble du royaume en termes de préséance, la famille royale et les princes du sang mis à part. Cette spécificité vient du fait que la plupart des duchés, d'origine médiévale, sont d'anciens territoires indépendants. Il était donc difficile au roi d'inféoder ces seigneurs ayant les mêmes pouvoirs qu'un prince sans leur conférer une préséance. De plus, la plupart des membres de la famille royale et des princes du sang portaient des titres ducaux ; cela a permis au titre de duc de prendre préséance sur les autres titres.
Le titre de duc a continué d'être vérifié par l'administration royale, en raison du fait que les ducs héréditaires pouvaient siéger au parlement.

### Noblesse d'Empire français
La Révolution française abolit le régime féodal (nuit du 4 août) et l'usage des titres de noblesse de l'Ancien Régime. L'article premier de la Déclaration des droits de l'homme et du citoyen d'août 1789 énonce un principe fondamental : l'égalité de droit de tous les hommes.
Sous le Premier Empire, l'empereur Napoléon Ier décréta en 1808 que les titulaires des grandes dignités de l'Empire porteront le titre de prince et d'Altesse sérénissime. Il accorda également des titres de prince suivis du nom d'une victoire militaire à des maréchaux, exemples : prince d'Eckmühl (Davout), prince de Wagram (Berthier), prince d'Essling (Masséna), prince de la Moskowa (Ney).
Il réintroduit et décerna des titres (sans les qualifier de "titre de noblesse" qui furent codifiés par les statuts du 1er mars 1808).
La hiérarchie des titres d'Empire était :
- Prince
- Duc
- Comte
- Baron
- Chevalier

Les titres de « marquis » et « vicomte » n'ont pas été retenus par Napoléon, qui leur trouvait une connotation trop « Ancien Régime ».
Certains titres furent attachés à une terre ou à un domaine, mais la plupart étaient personnels, c'est-à-dire attachés à la personne et à sa descendance; mais dans les deux cas, pour les rendre héréditaires il fallait constituer un majorat, avec des revenus assurés aux éventuels héritiers. À la différence de l'Ancien Régime, ces personnes titrées ne jouissaient pas de privilèges, et les titres n'étaient plus qu'une distinction accordant des rangs et des honneurs à celui qui en était décoré.
Détachés du lien à la terre, les titres personnels d'Empire pouvaient donc être accolés directement au patronyme sans particule : Baron Mourre, Baron Surcouf, Comte Hugo…
La Restauration réintroduisit en France la noblesse tout en gardant la distinction entre noblesse et titres, restés régis par l’essentiel de la législation napoléonienne. C'est par ailleurs à cette époque que les titres de noblesse prirent une hiérarchie, qu'ils héritèrent du système napoléonien, hiérarchie que l'on emploie aujourd'hui pour lister les titres alors même qu'elle n'avait pas de valeur avant la Révolution.

### Titres et République

#### Législation française de 1848 à nos jours
Une ordonnance du 8 octobre 1814 de Louis XVIII disposa que, « lorsque l’aïeul, le fils et le petit-fils auront été successivement membres de la Légion d’honneur et auront obtenu des lettres patentes de chevalier après avoir prouvé un revenu net de trois mille francs, le petit-fils sera noble de droit et transmettra sa noblesse à toute sa descendance ».
Les dispositions de cette ordonnance ne sont plus applicables depuis 1870 car, même si les titres de noblesse réguliers qui ont fait l'objet d'un arrêté d'investiture du Garde des Sceaux peuvent être portés comme accessoire du nom, la noblesse cesse définitivement d'exister légalement en France le 4 septembre 1870 à l'avènement de la Troisième République, et la Grande Chancellerie de la Légion d'honneur déclare que « ne pourrait être qu'incompatible avec la Constitution toute interprétation autre, étant en particulier observé que le préambule et l'article 2 de l'actuelle loi suprême de la République font obstacle à ce que, même dans certains cas et sous certaines conditions, la seule naissance puisse conférer titres ou privilèges honorifiques particuliers en France ».
Les titres de noblesse, abolis par la Révolution de 1848 (Constitution du 4 novembre 1848, article 10), ont été rétablis par Napoléon III le 24 janvier 1852, mais non les majorats. Les républiques qui ont suivi la chute du Second Empire en 1870, ont protégé les titres existants en continuant à délivrer des arrêtés d'investiture aux successeurs par le service du sceau du ministère de la justice.
Les autorités de la IIIe République ont sérieusement envisagé de donner au maréchal Joffre le titre de duc de la Marne, pour finalement abandonner le projet. Le général Joffre est élevé à la dignité militaire de maréchal de France en 1916.
Actuellement, la 5e République, adoptée par référendum en 1958 sur proposition du président de la République, le général De Gaulle, reprend à son compte la Déclaration des droits de l'homme et du citoyen de 1789. Ce texte fondamental indique un principe essentiel dans son Article premier que « Les hommes naissent et demeurent libres et égaux en droit. Les distinctions sociales ne peuvent être fondées que sur l'utilité commune ». En outre, la devise de la République française, « Liberté, Égalité, Fraternité » réaffirme l'interdiction de toute hiérarchie due à la naissance.
Même s'il n'y a plus légalement de noblesse en France depuis l'instauration de la IIIe république en 1870, les titres authentiques et réguliers, transmis au descendant du premier titulaire selon les règles de dévolution prévues par les lettres patentes de concession, sont reconnus comme accessoires du nom et peuvent faire l'objet d'une investiture (vérification) par la section du Sceau de France dépendant de la Direction des Affaires civiles du ministère de la Justice. Cette reconnaissance par la République des titres de noblesse authentiques et réguliers est purement formelle. Elle ne fait que constater qu'une personne est la mieux placée pour succéder à un titre. Elle n'est pas obligatoire pour la transmission du titre, mais permet au bénéficiaire d’en faire un usage officiel et de le faire figurer sur tous les documents administratifs, y compris la carte d'identité comme un accessoire du nom.
En vertu d'un décret de 1806 signé par Napoléon Ier, les chefs de l'État français, actuellement le président de la République, portent le titre de coprince d’Andorre, le mot prince signifiant ici "chef d'État". Les rois de France étaient co-princes et seigneurs des vallées souveraines d'Andorre depuis 1589 et jusqu'à la Révolution française (et ils le furent de nouveau de 1814 à 1830), par succession héréditaire des comtes de Foix (devenus rois de Navarre en 1479).
La collectivité française d'outre-mer de Wallis-et-Futuna est composée de trois monarchies coutumières : Uvéa, Alo et Sigave, chacune ayant à sa tête un souverain traditionnel élu.
- Le roi d'Uvéa (à Wallis) porte le titre de Lavelua.
- Le roi d'Alo (à Futuna) porte le titre de Tuiagaifo.
- Le roi de Sigave (à Futuna) porte le titre de Tuisigave.

#### Titres de courtoisie actuels
À l'origine, sous la monarchie, on appelait « titre de courtoisie » un titre de noblesse, parfois très ancien et toléré à la Cour, mais qui n'avait jamais fait l'objet d'une création ou d'une reconnaissance par lettres patentes par le pouvoir souverain. Depuis la fin de la monarchie, bien des titres « de fantaisie » ont cependant été « relevés » ou « créés » dans des familles d'origine noble ou pas.
Seuls les titres authentiques et réguliers, transmis au descendant du premier titulaire selon les règles de dévolution prévues par les lettres patentes de concession, sont portés légalement et reconnus comme accessoires du nom, les autres, quelle que soit leur origine, sont des « titres de courtoisie ».

#### Usage de la déclinaison des titres de courtoisie
Il est courant aujourd'hui, dans une noblesse qui ne se renouvelle plus, d'élargir le port d'un titre authentique en un titre de courtoisie porté par tous les membres masculins de la famille en y ajoutant leur prénom. Ainsi on dira :
- pour l'aîné, chef de nom et d'armes : le comte de X, sa femme étant la comtesse de X
- pour les autres : « comte N de X », sa femme étant la « comtesse N de X ».

Il est aussi d'usage pour le fils aîné d'un duc de prendre du vivant de son père le titre de courtoisie de « marquis ».
Par ailleurs, en France, l'ancien titre de chevalier étant tombé en désuétude au cours du XIXe siècle, certaines familles se parent désormais d'un titre de « baron » ou de « comte ».
Cet usage, développé récemment, est purement mondain, d'où l'appellation de « courtoisie ». Un usage issu de la hiérarchie nobiliaire de l'Empire et admis à la Restauration, observé encore dans certaines familles, admettait en effet une plus stricte déclinaison des titres : le fils aîné d'un marquis portait le titre de comte, le fils puîné vicomte, le cadet baron, etc. Les branches cadettes, ne portant pas toujours un titre en propre, gardaient alors leur seule qualité de noblesse.
En résumé, le titre porté par l'aîné, s'il est authentique, est en France le seul susceptible d'être reconnu par le ministère de la justice pour être mentionné à l'état civil.

#### Le cas des familles ayant régné en France
Sont également considérés comme des titres de courtoisie ceux pris par les monarques détrônés et par les prétendants au trône, parfois dits « titres d'attente », ou accordés par eux à des membres de leur famille, voire à des tiers. Exemples : duc d'Anjou pour Louis de Bourbon, prince Napoléon pour Jean-Christophe Napoléon et comte de Paris pour Jean d'Orléans. En effet, lesdits titres, de même que ceux de prince ou princesse, que se donnent les membres des familles ayant régné en France, n'ont pas d'existence légale. Ils ne sont donc pas authentifiables, c'est-à-dire qu'ils ne relèvent pas de la procédure de vérification des titres issue des décrets des 8 janvier 1859 et 10 janvier 1872. Aucune autorité de la République ne peut attribuer ni reconnaître ces titres (pas plus que les qualifications d'Altesse royale ou impériale), qui ne peuvent en aucun cas faire l'objet d'un arrêté d'investiture portant vérification de titre pris par le garde des Sceaux.

### Les titres de fantaisie
Lorsqu'un titre est une pure création fantaisiste, on parle alors de « titre de fantaisie ».

### Les titres nobiliaires auXIXesiècle
La Restauration a compris et pratiqué la distinction qui n'existait pas sous l'Ancien Régime entre titre et noblesse. Selon l'Universitaire et Dr en droit Alain Texier, la Restauration a cumulativement :
- maintenu des titres de l'Empire sans noblesse attachée,
- conféré des lettres de noblesse,
- conféré des titres personnels avec ou sans anoblissement,
- conféré des titres personnels avec une hérédité possible en cas de majorat,
- délivré des lettres patentes de chevalier,
- conféré des titres héréditaires sans noblesse attachée,
- conféré des titres à des personnes déjà nobles et qualifiées écuyer dans les lettres patentes créant le titre.

En France, sous le Premier Empire, puis sous la monarchie de Juillet et le Second Empire, le pouvoir souverain a créé des titres nobiliaires sans noblesse attachée. Les descendants des personnes ainsi titrées ne sont pas nobles.
D'après Jean-Yves Piboubès, maître de conférence et docteur en histoire : « La Restauration procède à de nombreuses concessions de titres. Mais elles sont d'une extrême complexité car la Commission du sceau de la Restauration distingue soigneusement noblesse et titre. Elle procède d'abord à la reconnaissance ou à la maintenance de titres de noblesse de I'Ancien Régime. Elle confirme également soixante-seize titres du Premier Empire. Elle confère ensuite des titres sans noblesse, des titres personnels sans anoblissement ou avec anoblissement ».
Selon le journaliste François de Coustin : « Les anoblis de la Restauration sont nobles, les autres, qu'ils soient issus de l'Empire, de la monarchie de Juillet ou du Second Empire, sont porteurs de titres nobiliaires, le plus souvent sans noblesse attachée, même si l'usage veut qu'ils soient considérés comme aussi nobles que les familles dont la noblesse remonte à l'Ancien Régime ».
À la lecture des recherches effectuées par le Laboratoire d'Histoire anthropologique du Mans, Institut de Recherches européennes sur les noblesses et aristocraties, on comprend bien la distinction faite entre titre de noblesse et titre nobiliaire : « Autre exemple montrant la différence entre titre de noblesse et titre nobiliaire c'est-à-dire sans noblesse attachée (séance du 5 juillet 1823). Un sieur G. de M. demandait l'énonciation de la qualité d'écuyer dans les lettres patentes de baron héréditaire qu'on lui préparait. Avis défavorable de la Commission : « Le titre d'écuyer est une qualification noble dont la possession doit être prouvée ». Le pétitionnaire et ses ascendants n'avaient pas été anoblis ».

## Grande-Bretagne
La noblesse en Grande-Bretagne est ordonnée selon un code normé et fortement hiérarchisé. Le système britannique considère deux catégories de titres : les dignités des différentes pairies, qui constituent la nobility au sens strict, et le reste, dit gentry. Comme dans la France d'ancien régime, il y a donc avant tout un système de rang, et un ordre de préséance très strict les trois catégories principales de rang sont : peer, knight, gentleman. Ce sont des rangs légaux qui impliquent, pour les pairs, un certain nombre de privilèges. Les rangs de chevalier sont des honneurs personnels donnés à chacun en fonction du mérite personnel.

### La famille royale
Les princes, s'ils possèdent des titres, n'en font que rarement usage et toujours après le titre de prince.
Le titre de prince s'utilise suivi du prénom du prince, quel que soit son degré d'appartenance à la famille royale. Ceci est également valable pour les époux et épouses des princes.
Il existe néanmoins certaines exceptions.
Ainsi, le prince consort Philip du Royaume-Uni pouvait être à la fois nommé par son titre de duc d'Édimbourg spécialement créé pour lui ou par son titre de prince. Ainsi l'on avait :
Son Altesse royale, le duc d'Édimbourg, mais plus généralement Son Altesse royale le prince Philip du Royaume-Uni.
L'héritier masculin du trône est de longue date titré prince de Galles. Ainsi le prince Charles du Royaume-Uni portait en réalité le titre de Son Altesse royale, le prince Charles du Royaume-Uni, prince de Galles et duc de Cornouailles, et en Écosse, Son Altesse royale, le prince Charles du Royaume-Uni, duc de Rothesay. Sa femme était normalement la princesse de Galles mais, ce titre ayant été porté par Lady Diana Spencer, qui après son divorce d'avec le prince Charles conserva le titre honorifique de princesse de Galles, l'épouse de l'héritier du trône ne porta pas le titre de princesse de Galles, mais celui de duchesse de Cornouailles (le second titre du prince de Galles). En Écosse, elle portait le titre normal de duchesse de Rothesay.

### La noblesse
À partir d'Henri II d'Angleterre, un comte ne contrôle plus forcément le fief (souvent un honneur) correspondant à son titre, mais seulement les terres qu'il possède en propre par ailleurs. Toutefois, les comtes reçoivent forcément un tiers des revenus de justice collectés sur le territoire correspondant au titre (en anglais : le third penny). Inversement, certains seigneurs contrôlent parfois des fiefs traditionnellement associés à un titre de comte sans toutefois porter ce titre. Plus tard, le titre ne donnera plus droit à aucun revenu à part les exceptions notables des titres de duc de Lancastre et duc de Cornouailles qui sont associés aux duchés royaux.
En Écosse, en revanche, les deux systèmes ont perduré jusqu'en l'an 2000, date de l'abolition de la féodalité.
À noter que le Royaume-Uni a deux termes, là où il n'y en a qu'un seul en Europe continentale : nobility pour la noblesse titrée et gentry pour la noblesse non titrée. La réalité légale est que gentry est l'équivalent de la noblesse continentale non titrée.
La préséance des titres dans les diverses pairies britanniques est la suivante :
- Duc (Duke) ;
- Marquis (Marquess) ;
- Comte (Earl ; le titre de comte se traduit également par Count, mais n'est utilisé que pour les titres comtaux d'origine étrangère) ;
- Vicomte (Viscount) ;
- Baron (égale à Lord of Parliament dans la pairie d'Écosse).

Les pairs sont par exemple l'équivalent des grands d'Espagne, des familles du salon Bleu en Belgique ou des pairs français. C'est la nobilitas major.
La nobilitas minor comprend :
- Baronnet (Baronet), titre héréditaire : la forme est « Sir John Smith, Bt »[61]. En parlant, on dit « Sir John ». Ce titre est créé en 1611 par Jacques Ier afin de renforcer le trésor royal. Il fallait préalablement être issu du milieu des chevaliers depuis 3 générations et posséder un revenu minimum annuel de 1 000 livres.
- Titres de courtoisie, cadets de pairs par héritance et ceux accordés par mandat royal, par exemple de nos jours, les lords-juges à la Cour suprême du Royaume-Uni pas encore avancés en tant que pair à vie.

D'autres titres de noblesse britanniques traditionnellement associés à la gentry, il s'agit dans l'ordre décroissant, y compris :
- Chevalier (Knight) ou Dame, membre des classes supérieures des ordres de chevalerie (dont l'ordre de la Jarretière (KG), l'ordre du Chardon (KT), l'ordre du Bain (KB), l'ordre de Saint-Michel et Saint-Georges (GCMG et KCMG), l'ordre royal de Victoria (GCVO et KCVO) et ordre de l'Empire britannique (GBE et KBE)) aussi chevaliers bachelier (Knights bachelor), nommés par le souverain. Ce titre n'est pas héréditaire. La forme est « Sir John Smith », suivi des post-nominales appropriés. En conversation, on dit « Sir John » (jamais « Sir Smith » !) ;
- Écuyer (Esquire) : les fils aînés des chevaliers et leurs fils aînés (à la descendance, en continu, à perpétuité), et les fils puînés des pairs héréditaires et leurs fils aînés (également à la descendance, en continu, à perpétuité), ainsi que les détenteurs de certaines charges officielles, sont légalement esquires. Les autres sont gentlemen. L'usage actuel est « John Smith, Esq. », pour toutes « personnes de qualité ».

Cette gentry se complexifie encore en distinguant la county gentry (1/3) et la petite gentry (2/3). Cette distinction s'effectue en fonction de la région d'influence recouverte. Si on s'étend à l'échelle du comté, on parle de « county gentry » ((en) county families) ; si son influence se limite au manoir et environs, donc on dit « petite gentry », qv. seigneurie ((en) lordship of the manor).
La noblesse britannique peut être aussi prouvée par lettres patentes octroyées par les rois d'armes sous le nom du souverain. Si les titres délivrés aujourd'hui sont très rarement héréditaires, la concession de noblesse, elle, l'est toujours. Toute personne peut postuler pour une simple concession de noblesse, qui est jugée au College of Arms, sous la juridiction de l'High Court of Chivalry (ou Earl Marshal's Court).
Anciens titres féodaux, les deux premiers se rencontrent encore en Écosse, l'autre dans tout le royaume. Ces titres étaient au départ attachés à certaines terres. Le propriétaire de cette terre peut aujourd'hui encore s'appeler et se faire appeler « baron de [domaine] ». Depuis l'abolition de la féodalité par le parlement écossais en 2000, ces titres sont détachés de la terre, et se vendent donc comme bien privés. En Angleterre, la féodalité ayant été abolie au XVIIe siècle, le titre de lord of the manor se vend depuis bien longtemps comme un bien privé (avec ou sans domaine attaché) mais, à la différence des titres de baron féodal, ce n'est pas un titre de noblesse, bien qu'il se soit porté par des membres de la noblesse britannique. L’appellation de lord n'est ici en effet que la traduction de « seigneur » ou de « propriétaire du titre de seigneur ». Il n'est pas forcément une distinction nobiliaire, mais leurs titulaires peuvent faire enregistrer sur leur passeport le titre complet « lord of the manor of… ».
Les titres de baron et comte féodaux écossais, en revanche, sont des titres de noblesse, mais ils sont paradoxalement inférieurs au titre de Sir, c'est-à-dire au titre de chevalier commandeur dans les ordres de chevalerie, ou d'un chevalier bachelor ou d'un baneret (appelé en Grande-Bretagne « baronnet »). Ainsi ils sont bien des titres de noblesse, reconnus par le Lord Lyon (représentant la reine en la matière en Écosse). Ils peuvent être inscrits sur un passeport à condition d'être présentés comme suit : John Smith of Boquham, baron de Boquham. Il ne sera jamais permis de dire ou de faire inscrire « le baron Boquham » car là on penserait qu'il s'agit d'un titre de la pairie ce qu'il n'est pas. Il faut garder la particule « de ». Cependant le Lord Lyon a fait savoir qu'ils étaient bien les égaux des titres de barons européens puisque la plupart des titres en Europe ne sont pas des titres de pairs. Dans ce cas et suivant ce que le Lord Lyon dit, le titre de baron féodal écossais est l'équivalent d'un titre de baron en France en Belgique ou en Espagne ce qui est également le cas pour le titulaire d'un comté féodal écossais, le titre de baron ou comte féodal est porté largement avec la qualification de « The Much Hon. » (le plus honorable) avant le prénom. C'est un titre régulier et reconnu par la Couronne. Certains cousins de la reine et descendants de la reine Victoria le portent. Il est aujourd'hui, et à la suite de l'abolition de la féodalité, possible de l'acheter c'est d’ailleurs le seul et unique titre de noblesse au monde régulier que l'on puisse aujourd'hui acheter contre argent, et qui se trouve reconnu au Royaume-Uni comme un titre de noblesse. Attention pour obtenir des armoiries du Lord Lyon cela ne peut se faire que si le titulaire du titre réside en Écosse et s'il est de nationalité britannique ou d'un état membre du Commonwealth (sauf les ressortissants canadiens, et sud-africains qui ont leur propre service en la matière), les étrangers non membre du Commonwealth, résidant ou non au Royaume-Uni peuvent avoir le titre mais le Lord Lyon refuse de leur octroyer des armoiries ou reconnaitre des armoiries propres puisque n'étant pas sous sa juridiction. Ceci est important car si en France le caractère officiel des armoiries et de leurs règles n'est plus vraiment en vigueur (les règles de l'héraldique n'ont plus force de loi), il faut noter qu'au Royaume-Uni cela importe encore. Et les officiers de la Reine, en particulier le Lord Lyon en Écosse, sont là pour vérifier qu'elles sont régulières ce qui veut dire que le port d’armoiries sans son autorisation est une fraude, un délit puni par la loi. Les règles patronymiques des enfants de barons féodaux écossais sont aussi très strictes. Si John Smith of Boquham, baron de Boquham, a deux fils, le premier porte le nom de son père comme suit : Charles Smith of Boquham, suivi des lettres yr qui signifient younger (le jeune et sous-entendu l'héritier de…). Le fils suivant en revanche s’appellera Marc Smith sans mention du titre de baron de Boquham de son père. Le cas est différent pour les filles. La première sera nommée Miss Smith of Boquham, suivi des lettres Md (maid) mais la seconde Miss Edwina Smith of Boquham (avec le prénom). Toutes les filles gardent le nom de famille complet jusqu'au mariage, sauf si elle est l'héritière quand peut être elle ne le change pas. L'épouse d'un baron féodal écossais est appelée Lady Smith of Boquham,.

## Irlande
Les titres de noblesse existent toujours en Irlande : la Constitution interdit à l'État la création de titres de noblesse, mais les titres déjà existants, d'origine gaélique (comme prince de Tyrconnell, chef de nom de la famille noble O'Donnell), cambro-normande et hiberno-anglaise sont reconnus. Il existe toujours aussi les titres d'origine féodale, qui ne sont plus rattachés à la terre, mais qui sont enregistrés auprès du Registre de Terre du gouvernement de la république. Le parlement (l'Oireachtas, composé du Dail et du Sénat) va bientôt réaliser l'abolition définitive du système de la féodalité (qui existe en partie toujours, ironiquement dans la république, avec des notions de fealty), mais maintiendra l'existence des titres en tant que droits intangibles des personnes.
La hiérarchie des titres dans la pairie d'Irlande est la suivante :
- Duc (Duke) : duc de Leinster (1766), duc d'Abercorn (1868)
- Marquis (Marquess) : marquis de Waterford (1789), marquis de Downshire (1789), marquis de Donegall (1791), marquis d'Headfort (1800), marquis de Sligo (1800), marquis d'Ely (1801), marquis Conyngham (1816), marquis de Londonderry (1816). Marquis Mcmahon 1860 par la Reine Victoria.(toujours actuel)
- Comte (Earl) : il existe encore 45 titres comtaux en Irlande, le plus ancien étant celui de Waterford (1446), plus connu comte de Shrewsbury.
- Vicomte (Viscount) : la pairie d’Irlande compte 28 vicomtes, les plus anciens remontant à 1478 (vicomte Gormanston) et 1550 (vicomte Mountgarret).
- Baron : 49 titres de barons, appelés lords, existent dans la pairie d'Irlande, les plus anciens étant ceux de Lord Kingsale (1397), Lord Dunsany (1439), Lord Trimlestown (1461), Lord Dunboyne et Lord Louth (1541) ainsi que Lord Inchiquin (1543).

Les autres titres de noblesse existant en Irlande sont, dans l'ordre décroissant :
- Baronnet (Baronet) : titre héréditaire ; le plus ancien titre de la baronnetage d'Irlande remonte à 1620 (Annesley de Newport Pagnell (it)).
- Chevalier héréditaire : y compris les Knights de Glin, de Kerry et le White Knight (en)).

Autrement même comme en Grande-Bretagne.

## Indonésie
Bien que l'Indonésie soit une république, elle n'a pas systématiquement aboli les titres des familles royales et princières qui avaient gardé nombre de leurs privilèges, notamment leurs palais, sous le régime des Indes néerlandaises. Depuis les lois de 1999 portant autonomie régionale en Indonésie, on observe même un mouvement de réhabilitation de ces familles royales et princières. Par ailleurs, à Java, les descendants des priyayi, la noblesse de robe créée au XVIIe siècle par le Sultan Agung, et maintenue par le gouvernement colonial hollandais, continuent à s'identifier comme tels. En pays sundanais dans l'ouest de l'île, les descendants de la maison de Sumedang, principauté qui se veut héritière de l'ancien royaume de Pajajaran, s'identifient eux aussi comme tels, s'étant en outre mêlés à la noblesse de robe javanaise.

## Italie
L'Italie n'est devenue un État qu'en 1861. Auparavant chaque État avait sa propre situation nobiliaire.

### Noblesse du nord et du sud de l'Italie
Avant l'unification, il y avait en Italie plusieurs systèmes de titres de noblesse, un pour chaque État. En généralisant, on peut dire que les trois royaumes du sud (Naples, Sicile et Sardaigne), ainsi que les États pontificaux, suivaient des systèmes modelés sur celui de l'Espagne. Tandis que le nord et la Toscane appartenaient au Saint-Empire et suivaient à peu près le système allemand, avec toutefois une différence : le titre de prince y était supérieur aux autres. La principale différence entre les deux systèmes était qu'à Rome, à Naples et en Sicile les princes constituaient le premier rang de la noblesse, tandis qu'au nord, les principautés étaient de petits États souverains, dont seuls survit aujourd'hui la principauté de Monaco.
Il faut ajouter qu'en Italie les « patriciens » des villes libres ou autonomes (les comuni) étaient considérés nobles, tant au nord qu'au sud.
Après l'unification, l'État italien continua à appliquer les différentes législations nobiliaires jusqu'en 1926, quand un Statut de successions commun était promulgué. La codification finale du système nobiliaire commun est décrite dans les sous-section en bas.

### La situation aujourd'hui
La constitution italienne de 1948 dispose dans la quatorzième de ses dispositions transitoires et finales que les titres nobiliaires ne sont pas reconnus. Les noms des titres (d'ordinaire une terre, un fief ou un prédicat d'honneur) qui existaient avant le 28 octobre 1922 constituent une partie du nom de famille.
En tout cas, les titres sont souvent employés dans les relations privées.

### Hiérarchie nobiliaire italienne[69]
- Prince Principe
- Duc Duca
- Marquis Marchese
- Comte Conte
- Vicomte Visconte (très rare)
- Baron Barone (au Moyen Âge indiquait le titulaire d'un fief d'une façon générale, depuis le début de l'époque moderne est désormais un titre spécifique)

Chacun de ces titres peut être apanage de l'aîné ou bien porté par tous les membres de la famille, selon la concession. Normalement, s'il est assis sur un nom de terre, de fief ou associé à une qualification d'honneur, plutôt qu'à un patronyme, il est porté par l'aîné seul.
- Noble Nobile est le titre des nobles qui n'ont aucun autre titre ; les cadets des familles dont le titre est porté par l'aîné seul portent les titres de nobles des <titres> de <nom du titre>, i.e. si l'aîné est comte de Saint-Sulpice[72], les autres sont « noble <prénom> <patronyme> des comtes de Saint-Sulpice ».

Ces titres étaient octroyés par le roi d'Italie. En plus, d'autres titres étaient reconnus s'ils dérivaient d'anciennes concessions:
- Seigneur Signore (très rare)
- Patricien Patrizio ou Noble Nobile de certaines villes
- Chevalier Cavaliere (titre héréditaire, différent de celui des membres des ordres de chevalerie).

### Appellations[73]
- En Italie, le prince et grand maître de l'ordre souverain de Malte est appelé Altesse sérénissime.
- Les patriciens de Venise sont appelés Nobil Homo (les hommes) et Nobil Donna (les femmes), abrégés en N.H. et N.D.
- Don est un titre honorifique castillan qui ne s'emploie à l'origine (et encore de nos jours en espagnol) que devant un prénom. C'est un dérivé du bas-latin dominus, qui signifie « seigneur ».

Il fut utilisé au Moyen Âge pour les nobles les plus importants. Dans l'usage courant, on emploie ces termes pour d'autres nobles, mais cet usage n'est en principe pas correct. Les membres de certaines familles sont appelés Don (les hommes) et Donna (les femmes), avant le prénom :
- les familles princières, ducales et les familles romaines des marquis dites de « baldaquin » ;
- les familles de la Sardaigne qui ont le titre de chevaliers et le titre de nobles ;
- les familles de la Lombardie qui l'employèrent lorsque la Lombardie faisait partie de la Couronne espagnole[74] ;
- les familles qui obtinrent une concession spéciale.

## Pays-Bas
- Prince Prins
- Duc Hertog
- Marquis Markies
- Comte Graaf
- Vicomte Burggraaf
- Baron Baron
- Chevalier Ridder
- Écuyer Jonkheer

## Pologne
La noblesse polonaise est organisée en herb (blason, armoiries), c'est-à-dire en clan, sur le modèle écossais. Chaque herb comprend des centaines de familles qui sont alors toutes nobles. Le clan prend son nom de la plus puissante famille qui le compose et qui le dirige. Seules les familles chefs de clans portent un titre, les autres sont simplement qualifiées de nobles.
Il faut noter que les familles faisant partie d'un herb portent toutes le même blason d'origine, qui sert alors à identifier ses membres d'appartenance comme le tartan en Écosse.
Tous les patronymes nobles de Pologne finissent par la terminaison -ski ou -cki et sont suivis du nom de l'herb auquel ils appartiennent.
NB : le suffixe « -ski » ou « -cki » n'est pas toujours synonyme de noblesse. En effet, si ces terminaisons étaient à l'origine utilisées par la noblesse pour se distinguer du reste des peuples, leur usage s'est répandu chez les paysans qui utilisaient ces suffixes pour signifier « fils de ».
Les titres que l'on trouvait au royaume de Pologne :
- Prince ;
- Marquis (une seule famille dans toute la Pologne porte aujourd'hui ce titre)[77] ;
- Comte ;
- Baron ;
- Chevalier ;
- Écuyer.

## Portugal
- Prince Royal (Príncipe Real) uniquement pour l'héritier de la Couronne
- Infant (Infante) titre des membres de la famille royale non héritiers
- Duc (Duque)
- Marquis (Marquês)
- Comte (Conde)
- Vicomte (Visconde)
- Baron (Barão)
- Seigneur (Senhor)
- Fidalgo terme qui n'équivaut pas exactement à Hidalgo en Espagne et en Amérique
- Infanção titre de l'aristocratie médiévale portugaise

## Russie impériale
La Russie s'est unifiée relativement tard par rapport aux autres royaumes d'Europe.

### La Rus' de Kiev
Le premier territoire organisé à voir le jour sur ce qui allait devenir la Russie Impériale est la Rus' de Kiev également connue sous le nom de Ruthénie. Ce territoire s'étendait de l'actuelle Ukraine jusqu'en Biélorussie et incluait toute l'actuelle Russie à l'ouest de l'Oural. La principauté avait pour capitale Kiev. C'est à cette époque qu'apparaissent les premiers boyards, en tant que vassaux du prince ruthène. Ce territoire fut morcelé par des attaques mongoles en petites principautés que l'envahisseur n'occupa pas, mais se contenta de taxer. Le futur territoire russe se compose alors de plusieurs principautés portant le titre de grand-duché, de royaume ou de principauté, au bon vouloir de leur propriétaire.

### La prise de pouvoir des ducs moscovites
À partir du XIIIe siècle, le grand duché de Moscou commence à prendre l'ascendant sur les autres territoires et à les unifier sous sa bannière[réf. souhaitée]. C'est à partir de 1462 qu'Ivan III réussit à chasser les Mongols de son territoire et commence à conquérir les autres principautés indépendantes. À la fin de son règne, le grand duché a quadruplé de taille, devenant une principauté allant de la région de Rostov au sud à la future Finlande au nord[réf. souhaitée]. L'est est encore très peu peuplé, à l'ouest la principauté se heurte au grand duché de Lituanie[réf. souhaitée]. Son petit-fils, Ivan IV, dit le Terrible, finira de conquérir les dernières terres mongoles et entamera la colonisation des territoires de l'est avec notamment l'aide des cosaques s'unifiant en armée et jouant le rôle de garde-frontière.

### L'avènement de l'Empire
Ivan IV décide alors de prendre le titre de Tzar de toutes les Russies. Il appuie sa puissance sur les Boïar (boyards), une classe hiérarchisée assimilable aux nobles occidentaux. Le titre de Tzar : Czar, qui a la même étymologie que Kaiser, vient de Caesar, nom latin de Jules Cesar. La haute noblesse n'est alors que peu organisée. Les anciens princes, roi ou grand-ducs continuent de diriger leurs provinces sous la direction du Tzar.
L'avènement de la dynastie Romanov au début du XVIIe siècle voit la noblesse s'organiser sur un mode européen.

### L'organisation de la noblesse

#### La famille impériale
Le tsar est à la tête de tout l'Empire, sa femme étant alors titrée tsaritsa.
La loi salique n'ayant pas cours en Russie, une femme régnante est également connue sous le titre de tsaritsa, mais son époux est alors kniaz et non tsar, comme il est d'usage pour tous les princes-consorts.
Tsar, tout comme empereur ou roi, n'est pas un titre de noblesse, néanmoins, du fait de l'histoire de l'Empire, aucun tsar ne portera d'autre titre que celui de : « tsar de toutes les Russies »[réf. souhaitée].
Les fils, petits-fils et neveux (ainsi que petits-neveux) du tsar prennent le titre de tsarévitch, c'est-à-dire littéralement « fils du tsar ».
L'héritier du trône (qui jusqu'à Pierre Ier n'est pas forcément le fils aîné) prend le titre de tsesarevitch soit « le premier des fils du tsar »), sa femme, étant amenée à devenir la prochaine tsaritsa prend le titre de tsesarevna. Il est également connu comme étant le Velikii Kniaz[réf. souhaitée] (le Grand-Prince ou Grand-Duc).
Les descendantes féminines en ligne directe du tsar ainsi que les femmes des tsarevitch sont les tsarevna.
Les époux des tsarevna sont kniaz (prince).
À partir de Pierre Ier, les titres sont occidentalisés et hiérarchisés, devenant :
- empereur pour tsar, son épouse femme, tout comme une femme régnante, est alors impératrice ;
- grand-duc de Moscou pour tsesarevitch, sa femme étant grande-duchesse de Moscou ;
- grand-duc pour tsarevitch ;
- grande-duchesse pour tsarevna ;
- prince (parfois duc) pour kniaz.

En réalité, Pierre Ier avait choisi le terme d'Imperator. En effet, il souhaitait ainsi signifier au monde que la Russie était la « troisième Rome », après l'Empire romain et l'Empire byzantin, et faire pendant au Saint-Empire romain germanique en usant d'un titre moderne et occidental. Mais le titre de Caesar[réf. souhaitée] ayant déjà été russifié en Tsar, Pierre Alexeïevitch choisit donc le terme qui dans l'organisation latine antique désignait le pouvoir suprême : l'Imperator. Ce terme fut ensuite traduit par empereur, qui est alors rapidement entré en vigueur, de manière officielle, dans tout l'Empire russe, bien que les termes russes (Tsar et ses dérivés) restèrent très populaires tant en Russie qu'en Europe.
Catherine II ajoutera le terme d'autocrate à celui d'empereur, afin de marquer le fait qu'il n'y a qu'un seul souverain en Russie (son père ayant dû partager le pouvoir avec un cotsar pendant les premières années de son règne), le souverain de Russie devenant ainsi Empereur et autocrate de toutes les Russies.

#### La noblesse régnante
Du fait de son histoire, la Russie, bien qu'unifiée sous la bannière de l'empereur, est composée d'une multitude de petits États plus ou moins indépendants du pouvoir impérial. Tous ces États prennent le titre de principauté. Leur propriétaire devient ainsi prince de Russie. Ils prennent une place à part dans le système de la noblesse russe, puisque, bien qu'inféodés au tsar, ils sont considérés comme souverains sur leurs territoires. Il existait en réalité peu de principautés réellement indépendantes de Saint-Pétersbourg. Jusqu'à Pierre Ier, les princes portent le titre de Kniaz. Certains seront qualifiés de Velikii Kniaz (notamment les princes de Moscou ou de Kiev) avant que ce terme ne désigne l'héritier du trône[réf. souhaitée]. Chaque Kniaz avait sa propre organisation nobiliaire, bien qu'en général très peu développée.

#### L'acquisition de la noblesse
Avant Pierre le Grand et la table des Rangs, la plus grande partie de la noblesse est tenue par les boïar, qui sont des nobles d'Empire, organisés et ultra hiérarchisés, allant du simple boyard au boyard détenant une principauté (qui devient alors Kniaz).
La décision de Pierre Ier, de dissoudre l'organisation des Boïar pour créer à la place la Dvoriané s'accompagna de l'entrée en vigueur de la table des Rangs. C'est un système complexe de hiérarchisation des fonctionnaires impériaux tant civils que militaires. Il existait une table pour chaque métier reconnu non avilissant : les professions d'argent, commerce, artisanat, ainsi qu'artistiques, en étaient exclues. En général, la table comptait 14 rangs. Tout citoyen russe éduqué (donc à l'exclusion des serfs, des artisans et des petits commerçants) pouvait avoir accès au cursus honorum prévu par la table.
Bien qu'il existe des différences sur certaines Tables, en général :
- le 8e rang conférait la noblesse personnelle ;
- le 4e rang conférait la noblesse héréditaire ;
- le 2e et le 1er rangs n'étaient conférés que par l'Empereur en personne.

Ainsi, chacun avait une chance d'acquérir la noblesse.
Dans la réalité, les choses étaient beaucoup plus complexes, les postes conférant des rangs élevés étant généralement tenus par les anciennes familles de boyards ou les grandes familles de Russie, il était difficile voire impossible s'agissant de certaines classes de fonctionnaires d'atteindre le 4e rang pour qui n'appartenait pas déjà à une famille renommée.
Seule l'appartenance au peuple cosaque permettait un semblant d'équité dans l'évolution au sein de la Table.
Le fait d'acquérir la noblesse ne conférait aucun titre, et le noble ne devenait pas boyard, cette qualité ayant été abolie.
Être décoré de l'ordre de Saint André de Russie conférait automatiquement la noblesse à celui qui était décoré et donc le 4e rang de la Table. Les titulaires de l'ordre de Saint Vladimir bénéficiaient d'avantages similaires, notamment pour les trois premières classes de l'ordre.

#### Les titres occidentaux
Dès le début de l'Empire, mais surtout sous l'influence de Catherine II, premier souverain non russe, la noblesse s'occidentalise et la Dvoriané commence à prendre des dénominations occidentales. C'est ainsi qu'apparaissent :
- Les princes (parfois nommés ducs) en remplacement du titre de Kniaz,
- Les comtes,
- Les barons (très peu de titres furent créés[79]).

Deux courants se distinguent alors chez les boyards, les conservateurs, partisans des anciennes dénominations et les occidentaux. Néanmoins, au fil du temps, avec l'extinction des vieilles lignées de boyards, la dénomination occidentale prit le dessus. Une différence notable avec le système français : les titres sont accordés à une famille, et généralement sans lien quelconque avec un fief, et tous les descendants légitimes du premier titré bénéficient de cet avantage.
Le titre de prince, parfois décerné à titre personnel mais généralement réservé — donc à titre familial — aux maisons remontant aux premières dynasties de Russie (Riourikides, Gédyminides, Tatares, etc.), est donc héréditaire et touche tous les membres de la famille, y compris les branches cadettes. Ces titres sont assez rarement conférés dans la Russie impériale : on en compte moins d'une centaine, la plupart réservées aux descendants de Riourik. L'Empereur en créait parfois pour honorer certains de ses sujets, particulièrement méritants.
Le titre de comte, plus commun, était lui aussi héréditaire et se transmettait à tous les descendants légitimes du premier titré. Des courtisans, des hauts fonctionnaires — ministres notamment, militaires et particulièrement des attamans cosaques furent titrés comte[réf. souhaitée].
Les titres russes se portent comme les titres impériaux français, c'est-à-dire sans référence à une terre. Ils sont accolés au patronyme, comme : les princes Troubetskoi[réf. souhaitée] ou les princes Bariatinsky.

#### La famille impériale en exil
À la suite de la guerre civile de 1917, la monarchie fut abolie, la noblesse traquée et exécutée, ce qui déclencha une grande diaspora et surtout l'exil de la famille impériale.
L'actuelle famille impériale est en réalité une branche cadette du dernier tsar. Elle continue à décerner des titres de noblesse qui n'ont aucune valeur réelle.
L'héritier putatif du trône prend le titre de grand-duc de Moscou, qui est reconnus par les autorités russes (depuis 1991), tout comme les titres de Kniaz, de comte et de baron.

## Tonga
La noblesse tongienne, formellement établie au XIXe siècle, constitue l'application d'un modèle d'inspiration britannique à des chefferies traditionnelles. Elle comprend aujourd'hui trente-trois titres héréditaires, ainsi qu'un petit nombre de titres non héréditaires depuis 2008. L'anoblissement demeure une prérogative du monarque, bien qu'aucun nouveau titre de noblesse héréditaire n'ait été créé depuis le règne de Salote Tupou III.
Tout noble héréditaire est appelé Lord associé à l'un des trente-trois titres héréditaires. Ainsi Siale ʻAtaongo Kaho, l'actuel premier ministre, est-il Lord Tuʻivakano. Les personnes recevant un titre de noblesse non héréditaire voient généralement associé à leur nom de famille le titre de Lord et un nom de lieu (bien qu'aucun domaine foncier n'y soit associé). Sonatane Tuʻa Taumoepeau-Tupou, ancien ambassadeur auprès des Nations unies, devint ainsi Lord Taumoepeau Tupou de Toula et Kotu.
Par défaut, tout noble est appelé Lord. Il existe un seul autre titre de noblesse, supérieur : celui de Baron. À présent, un seul Lord a le titre de Baron. Il s'agit de Lord Fielakepa, auquel le roi conféra ce titre en février 2008, à l'occasion de sa nomination au Conseil privé en qualité de lord juridique,. Le premier noble à obtenir le titre de baron fut ʻAlipate Tupou, Lord Vaea, pour qui le roi Taufaʻahau Tupou IV créa le titre en juin 1970, le nommant baron Vaea, et l'élevant ainsi à un rang de prééminence supérieur à celui de tous les autres nobles (hormis les membres de la famille royale).
Par ailleurs, des titres correspondant à des lignées de chefferies traditionnelles subsistent, mais sont distincts de la noblesse, et leurs tenants sont donc de jure des roturiers.

## Termes particuliers
En certaines circonstances, au titre officiel de certains souverains on substitue un titre d'usage :
- En Allemagne, au titre officiel « empereur des Romains » puis « empereur élu des Romains » on substitue ceux d'« empereur germanique », « empereur romain germanique », voire « saint empereur romain germanique ».
- En Espagne, avant le XIXe siècle, le titre officiel était « roi de Castille, d'Aragon, de Navarre, de León, de Valence, de Murcie, de Majorque, de Tolède, de Galice, de Sardaigne, de Cordoue, de Corse[87], de Jaén, d'Algarve, de Grenade et de Séville, roi de Sicile, roi de Jerusalem, comte de Barcelone, de Roussillon et de Cerdagne, seigneur de Vizcaya et de Molina, duc d'Athènes et Neopatria, marquis d'Oristan et de Goceano, duc de Bourgogne, archiduc d'Autriche, comte du Tirol » ; à partir de Charles Quint (XVIe siècle), la forme « roi d'Espagne » est couramment retenue. Le roi Philippe VI porte seulement ce dernier.
- Au Royaume-Uni, le titre officiel du roi est « Charles III, par la grâce de Dieu, Roi du Royaume-Uni de Grande-Bretagne et d'Irlande du Nord et de ses autres royaumes et territoires, Chef du Commonwealth, Défenseur de la Foi » ; dans de nombreux pays francophones, on le qualifie simplement, au quotidien, non pas diplomatiquement, de « roi d'Angleterre ».
- Au Portugal, au titre originel de roi de Portugal (1139), de nouveaux titres ont été ajoutés avec les conquêtes et les découvertes portugaises. En 1471, l'Algarve devient les Algarves (pluriel) pour l’ensemble du royaume de l’Algarve européen et des territoires contrôlés sur toute la côte marocaine (l’Algarve africain). Après le retour de Vasco de Gama de l’Inde (1499) le titre du roi Manuel Ier est modifié pour devenir Par la grâce de Dieu, roi de Portugal et des Algarves, de chaque côté de la mer en Afrique, seigneur de la Guinée et de la Conquête, navigation et commerce de l'Éthiopie, l'Arabie, la Perse et l'Inde. Malgré l'utilisation de cette appellation jusqu'à la chute de la monarchie (1910), le roi était, alors, appelé simplement Sa Majesté très fidèle, le roi de Portugal.
- En France
  - En Bretagne, le royaume de France ne reconnaît le titre de duché à la Bretagne qu'à partir de son érection en duché-pairie en 1297. Auparavant, le titre de « comte de Bretagne » était employé dans les actes officiels français ; cependant, on préfère utiliser le titre de duc pour l'ensemble des princes bretons, ce qui était le titre qu'ils utilisaient ;
  - En Normandie, le titre original est « jarl des Normands » ainsi que « comte de Rouen », pour devenir « duc de Normandie » sous Richard II. Mais rétroactivement, le titre de duc est couramment attribué à ses trois prédécesseurs, Rollon, Guillaume Longue-Épée et Richard Ier ;
- Au sein de l'Église, le titre de pape n'apparait qu'en 306. Cependant, le terme est couramment employé rétroactivement pour désigner les évêques métropolites de Rome antérieurs à cette date.